# 舍诺
舍诺（法語：Schœnau，法語發音：[ʃøno] 或 [ʃønau]）是法国下莱茵省的一个市镇，属于塞莱斯塔-埃尔什泰因区。

## 地理
舍诺（48°13'23"N, 7°38'46"E）面积10.37 平方千米，位于法国大東部大區下莱茵省，该省份为法国大陆部分最东部的省份，是阿尔萨斯的一部分，今与上莱茵省组成了阿尔萨斯欧洲集体，其南至上莱茵省，西南接孚日省和默尔特-摩泽尔省，西接摩泽尔省，北与德国接壤。
与舍诺接壤的市镇（或旧市镇、城区）包括：阿托尔赛姆、里什托尔赛姆、萨瑟奈姆、孙杜斯。
舍诺的时区为UTC+01:00、UTC+02:00（夏令时）。

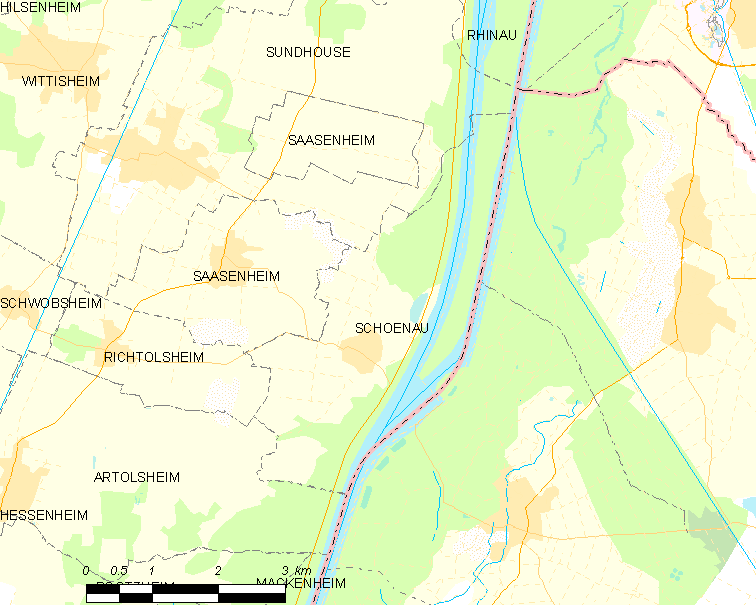
舍诺的OSM定位图

## 行政
舍诺的邮政编码为67390，INSEE市镇编码为67453。

## 政治
舍诺所属的省级选区为塞莱斯塔县。

## 人口

1962-2008年间舍诺人口变化图示

舍诺于2022年1月1日时的人口数量为607人。